# زووتوریا
زووتوریا (به لهستانی:  Złotoryja) یک منطقهٔ مسکونی در لهستان است که در شهرستان زووتوریا واقع شده‌است. زووتوریا ۱۱٫۵۱ کیلومتر مربع مساحت و ۱۶٬۵۰۳ نفر جمعیت دارد.

## خواهرخوانده
شهرهای زولینگن و پولسنیتز خواهرخوانده‌های زووتوریا هستند.